# Калтик
Калти́к (рос. Калтык) — село у складі Єльцовського району Алтайського краю, Росія. Входить до складу Пуштулімської сільської ради.

## Населення
Населення — 40 осіб (2010; 97 у 2002).
Національний склад (станом на 2002 рік):
- росіяни — 96 %